# De Waterkant
De Waterkant è un quartiere di Città del Capo in Sudafrica, situato tra i limitrofi quartieri di Green Point, Schotsche Kloof e Bo-Kaap, nelle immediate vicinanze del centro cittadino, all'interno del City Bowl.
L’origine di De Waterkant è indissolubilmente legata a quella del vicino quartiere di Bo-Kaap.
Situato infatti sulle pendici di Signal Hill e affacciato sulla Table Bay, De Waterkant fa storicamente parte di Bo-Kaap, il quartiere malese sviluppatosi nel XVIII secolo grazie al lavoro di schiavi e di uomini liberi di fede musulmana provenienti dalle Indie orientali.